# 朱建敏
朱建敏（1983年3月1日—），是中国足球守门员，目前效力于上海申鑫。
朱建敏曾随上海申花少年队赴巴西留学，回国后就进入了一线队名单，其能力曾经受到塞尔维亚著名守门员教练塞维奇的夸奖。但是他在申花多年内，始终难以获得主力门将的位置。2006年，申花签下年轻国门刘云飞，守门员位置上似乎人才济济，朱建敏也不出意料的离开球队，转会南昌八一。不过，在几个月后，刘云飞因为涉嫌吸毒等原因被俱乐部停止一切活动永不复用，原主力门将前国门虞伟亮又被下放预备队，结果申花不得不在下半赛季的联赛中启用了没有任何职业比赛经验的周亚君，然而周亚君却帮助申花在联赛最后12场比赛取得7胜5平的不败战绩。